# Khỉ đột phía tây
Khỉ đột phía tây (Gorilla gorilla) là một loài khỉ lớn và là loài có số lượng lớn nhất chi Gorilla.

## Phân loại
Gần như tất cả các cá thể thuộc đơn vị phân loại này thuộc về phân loài G. g. gorilla có số lượng khoảng 95.000. Chỉ có 250 đến 300 cá thể phân loài G. g. diehli được cho là còn sinh tồn.

## Mô tả vật lý
Khỉ đột phía tây nói chung có màu sắc sáng hơn Khỉ đột phía đông, phân loài G. g. gorilla có màu nâu hoặc hơi xám với một trán vàng, mũi chúng cũng có một đỉnh nhô ra - đặc điểm này không xuất hiện ở khỉ đột phía đông. Chiều cao trung bình của con đực tự nhiên là 155 cm (61 in) con cái là 135 cm (53 in), cân nặng của cá thể hoang dã hiếm khi được đo đạc, nhưng cân nặng của cá thể giam cầm là 157 kg (350 lb)ở con đực và 80 kg (180 lb) ở con cái. Hai phân loài của loài này khác nhau ở kích thước hộp sọ và răng.

## Phân bố
Khỉ đột phía Tây phân bố ở Angola, Cameroon, Cộng hòa Trung Phi, Guinea Xích đạo. Chúng thường được tìm thấy ở đọ cao dưới 500 mét nhưng một vài con có thể sống ở độ cao 1.900 mét.

## Tập tính
Chúng là loài hoạt động bán trên cạn và trong ngày, chúng thường xây tổ ở dưới đất để ngủ nhưng đôi khi là ở trên cây. Chúng là loài sống theo tập tính xã hội hay sống thành đàn gắn kết và ổn định, được chỉ huy bởi 1 con đực lớn trưởng thành "lưng bạc". Khỉ đột không có lãnh thổ và phạm vi nhóm chồng lên nhau rộng rãi. 

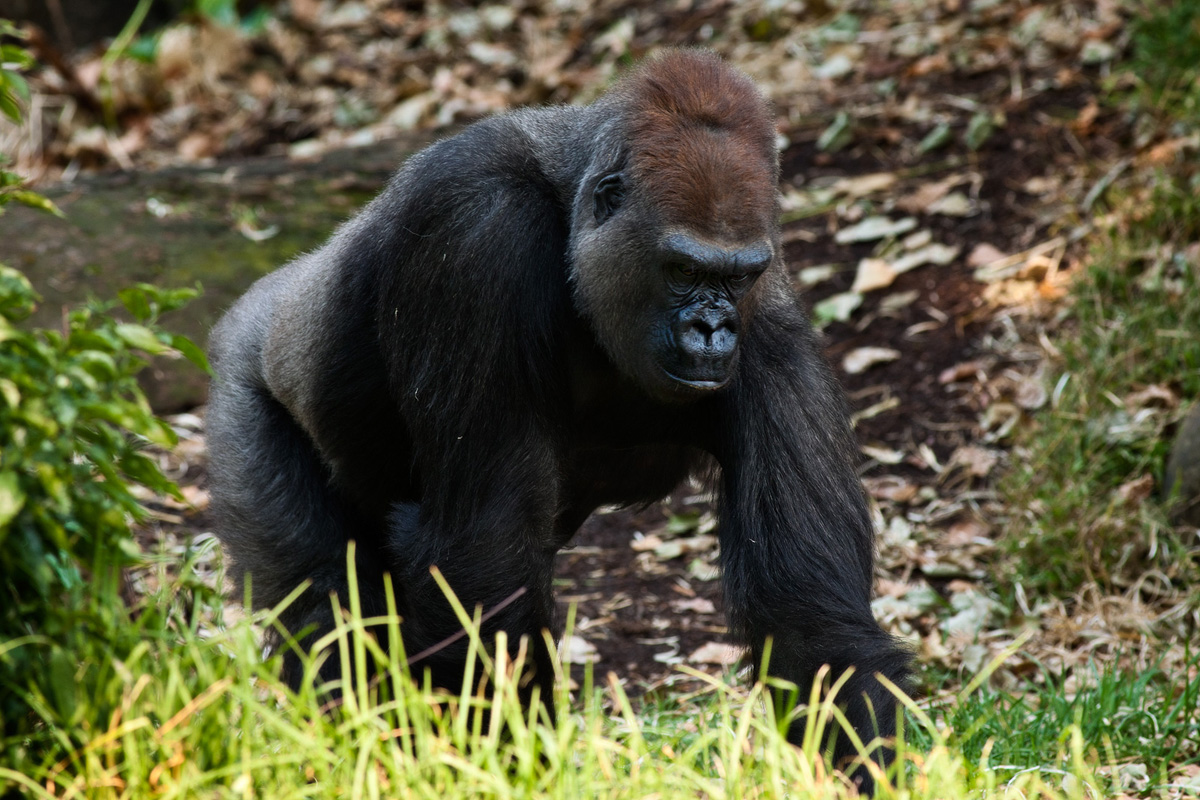
Một con đực ở vườn thú Melbourne.

## Đe dọa
Cả hai phân loài của loài này đều đối mặt với những mối đe dọa nhưng ở mức đọ khác nhau. Săn trộm để buôn bán và tiêu thụ là nguyên nhân chủ yếu dẫn đến số lượng loài này suy giảm dù chúng không phải là mục tiêu chính của con người nhưng mỗi năm có ít nhất 1 đến 3 cá thể thuộc phân loài Gorilla gorilla diehli bị giết mỗi năm. Dịch bênh cũng là nguyên nhân gây ra sự suy giảm của loài khỉ đột phía Tây, phân loài Gorilla gorilla gorilla bị ảnh hưởng bởi vi-rút Ebola. Các cuộc khảo sát được thực hiện từ những năm 1980 cho đến ngày nay cho thấy đã có hàng loạt cá thể khỉ đột chết hàng loạt trong một khu vực rừng rộng lớn, hầu như còn nguyên vẹn nằm dọc biên giới giữa đông bắc Gabon và tây bắc Congo, bao gồm một số công viên quốc gia và khu khai thác gỗ. Theo ước tính có 3 phần 4, số cá thể khỉ đột đã chết do vi-rút Ebola. Lí do thứ ba là suy thoái và phá hủy môi trường sống của khỉ đột, mất môi trường sống đang nổi lên như một mối đe dọa lớn đối với Khỉ đột phương Tây. Khi các đồn điền cọ dầu ở châu Á đạt công suất, châu Phi đang trở thành biên giới mới cho loại cây này, mang lại triển vọng kinh tế tuyệt vời ở các quốc gia có lượng mưa, đất và nhiệt độ thích hợp. Thật không may, những khu vực như vậy lại trùng khớp với môi trường sống tốt của khỉ đột, tương ứng 73,8% phạm vi của khỉ đột phía Tây được coi là thích hợp cho cọ dầu. Nếu không có quy hoạch sử dụng đất cẩn thận và tức thời bao gồm sự hợp tác giữa các cơ quan chính phủ chịu trách nhiệm về các khu bảo tồn và động vật hoang dã, mặt khác là phát triển kinh tế và nông nghiệp, những khu vực rộng lớn của môi trường sống của khỉ đột Tây có thể bị xóa sổ trong vòng vài thập kỷ nữa. Lí do cuối cùng là do biến đổi khí hậu, biến đổi khí hậu ảnh hưởng đến cả 2 phân loài khỉ đột phía Tây, biến đổi khí hậu khiến cho các khu rừng nơi loài này sinh sống. Mặc dù các tác động có thể xảy ra của biến đổi khí hậu toàn cầu vẫn chưa được biết đến, nhưng một số dự đoán cho thấy sự khô hạn của khu vực này với những hậu quả tiêu cực có thể xảy ra đối với sinh thái rừng, chẳng hạn như thay đổi về hoa quả, năng suất rừng và gia tăng khả năng bị cháy, thậm chí là rừng rút. Những thay đổi theo mùa về lượng mưa và nhiệt độ cũng như thời tiết khắc nghiệt có thể đang diễn ra và sẽ tiếp tục. Các tác động tiêu cực lên loài khỉ đột đã được dự đoán trước. Biến đổi khí hậu là yếu tố ít có khả năng xảy ra nhất mà hành động hiệu quả đối với loài khỉ đột và các khu rừng nhiệt đới châu Phi nói chung có thể được thực hiện kịp thời. Các cuộc đàm phán về khí hậu năm 2015 đã dẫn đến thỏa thuận hợp tác quốc tế giữa hầu hết các quốc gia trên thế giới về nhu cầu hành động; tuy nhiên, nhiệm vụ đảo ngược, hoặc thậm chí làm phẳng các xu hướng nhiệt độ hiện tại sẽ vô cùng thách thức.